# Ломовшек, Блаж
Блаж Ломовшек (словен. Blaž Lomovšek; род. 24 декабря 1956, Любляна) — югославский хоккейный центральный нападающий. Брат хоккейного вратаря Домине Ломовшека.

## Биография
Известен по многолетним выступлениям за «Олимпию» из Любляны. Выступал на зимней Олимпиаде 1984 года (в пяти играх не отличился ни разу). Отыграл три сезона за белградский «Партизан», карьеру закончил в клубе «Медвешчак». В Словенском хоккейном зале славы с 2012 года.